# Проституция в Испании

Проституция легальна и регулируется, бордели легальны и регулируются
Проституция легальна и регулируется, но бордели нелегальны
Проституция легальна, но не регулируется, бордели нелегальны
Проституция нелегальна: клиенты подлежат уголовному преследованию, но не проститутки
Проституция нелегальна: проститутки подлежат уголовному преследованию (в России - административному)
Нет данных

Проституция в Испании не является нелегальной деятельностью.

## Статистика
Около 90 % местных проституток — иностранки (марокканки, румынки и пр.). Только в Италии зафиксирована столь же высокая доля проституток-иммигранток.
В Испании в 2007 году официально зарегистрирован 1035 жертв сексуального рабства.

## Законы
Проституция была криминализована в Испании Вестготской правдой короля Реккесвинта в 654 году. Согласно этому кодексу, пойманная в первый раз проститутка каралась 300 ударами кнута, а в случае рецидива — тем же наказанием, а также отдачей в услужение бедному мужчине и изгнанием из города.
В 1076 году на территории 39 муниципалитетов комарки Сепульведа тогдашнего королевства Леон был введён кодекс законов, согласно которому женщина, находящаяся в общественной бане в день, предназначенный для мужчин, или находилась ночью в её окрестностях, могла быть безнаказанно изнасилована.
Другой кодекс законов, принятый в 1161 году в муниципалитете Ледесма, отменял криминализацию и облагал проституток данью в пользу судьи размером 2 куропатки в неделю.
«Семь частей» короля Альфонсо X содержат несколько статей, касающихся проституции. Рабыня, хозяин которой принуждал её проституировать, отпускалась на свободу. За сводничество замужней женщины (в том числе собственным мужем), монахини, девственницы или вдовы с хорошей репутацией полагалась смерть. Всякий дом, снятый для проституции заведомо для его владельца, подлежал конфискации.
Кодекс «Семь частей» был введён в действие в 1348 году и сохранял своё действие до принятия Уголовного Кодекса 1822 года, однако за это время были приняты ряд других законодательных актов, касающихся проституции.
Другое королевство на территории полуострова, Валенсия (была в унии с Арагоном), в 1311 и в 1314 году изгоняла сводников из города. Однако уже в 1325 году король Хайме II основал в городе первый в Испании квартал красных фонарей, окружённый большой стеной. Закон приказывал всем женщинам лёгкого поведения (не только проституткам) переселиться туда под страхом изгнания из города. В 1337 году контроль за кварталом был передан городскому муниципалитету, после чего остальные города во владениях короля арагонского стали запрашивать себе также разрешение на организацию квартала красных фонарей, и таким образом система регламентации распространилась по всему Арагону. Таррагона открыла бордель ещё в 1325 году, Барселона — в 1330, Кастельон — в 1401 и Майорка — в 1411. В последней трети XIV столетия свои бордели открыли города королевства Валенсия: Ориуэла, Эльче, Сагунто, Вила-Реал, Альсира и Гандиа. В первой половине XV века — города королевства Арагон: Дарока, Уэска, Хака, Барбастро, Собрарбе, Калатаюд и Сарагоса. Проститутки и сводники, игнорировавшие муниципальную монополию, сурово наказывались.
В 1476 году гражданская война в Кастилии привела к власти королеву Изабеллу, супругу арагонского короля Фердинанда. Сразу после этого был издан указ, облагавший всех проституток Кастилии налогом. Это было только начало; вскорости католические короли начали раздавать лицензии на открытию и эксплуатацию борделей муниципалитетам, своим приближённым и даже благотворительным организациям. За два десятилетия после окончания гражданской войны (которая закончилась в 1479 году победой сторонников арагонского короля и его жены) такую привилегию получили Сеговия, Куэнка, Толедо, Вальядолид, Логроньо, Мадрид, Медина-дель-Кампо, Паленсия, Эсиха, Кармона, Севилья, Кордова, Гранада, Херес-де-ла-Фронтера, Малага, Саламанка и др. Лицензия на открытие борделей в Гранаде была издана ещё в 1486 году, когда эмират ещё не был завоёван. После захвата Беджаи в 1510 году бордель был открыт и там, однако в 1555 году город отбили Оттоманские турки, законы которых проституцию не разрешали. В Галисии единственным городом, имевшим бордель, был Понтеведра.
Проституция не была легализована в Стране Басков (несмотря на одобрение легализации короной в 1502 году, местный муниципалитет саботировал этот указ), в Байонне и в Виттории.
В 1570 году Филипп II унифицировал уставы всех борделей страны по образцу Севильского устава 1553 года. Согласно этому уставу все проститутки должны были раз в месяц подвергаться врачебному осмотру и, в случае болезни, помещаться в госпиталь.
В 1623 году все бордели Испании были закрыты.
Второй раз проституция была легализована в стране королевой Изабеллой II.
28 июня 1935 года проституция была снова запрещена — на этот раз республиканским правительством. 27 марта 1941 года этот закон был отменён правительством Франко. Однако уже 3 марта 1956 года запрет был введён снова.
Запрещено владеть и/или управлять публичными домами с 1956 года, но в стране много т. н. «клубов», которые полулегально функционируют в качестве борделей.
Юристы отмечают:

25 января 2005 года Национальная судебная коллегия Испании признала занятие проституцией законным видом экономической деятельности. Судьи коллегии удовлетворили иск Национальной ассоциации предпринимателей «Мессалина» к министерству труда и социальных вопросов Испании. Ассоциация «Мессалина» объединяет предпринимателей — владельцев гостиниц и клубов, в которых действуют дома свидания, в которых женщины оказывают интимные услуги. Ранее министерство отказалось внести ассоциацию «Мессалина» в государственный регистр, заявив, что она не является легальной организацией. Судебная коллегия решила, что оказание сексуальных услуг в заведениях ассоциации «Мессалина» соответствует закону, а потому ассоциация должна быть внесена министерством труда Испании в регистр.
Это не первый случай, когда испанский суд практически узаконивает проституцию. Судья из Барселоны признал право проститутки на уплату взносов в систему государственного социального страхования, отметив, что женщина занимается «трудом на благо общества».

В обоих случаях испанские судьи ссылаются на решение Европейского суда от 2001 года, в котором проституция рассматривалась как «законный вид экономической деятельности».— 